# Metaleptobasis mauritia
Metaleptobasis mauritia är en trollsländeart som beskrevs av Williamson 1915. Metaleptobasis mauritia ingår i släktet Metaleptobasis och familjen dammflicksländor. Inga underarter finns listade i Catalogue of Life.